# Бєлоусов Андрій Ремович
Андрій Ремович Бєлоусов (рос. Андрей Рэмович Белоусов; нар. 17 березня 1959, Москва, СРСР) — російський політичний діяч, вчений-економіст. Міністр оборони РФ (з 14 травня 2024). Дійсний державний радник РФ I класу.
Перший заступник голови уряду РФ (21 січня 2020 — 7 травня 2024). Виконувач обов'язків голови Уряду РФ (30 квітня — 19 травня 2020 року).
З 21 липня 2022 під санкціями ЄС за підтримку війни Росії проти України.

## Освіта
У 1981 року закінчив Московський університет за фахом «економіст-кібернетик». Доктор економічних наук.

## Кар'єра
- 1981—1986 — стажист-дослідник, молодший науковий співробітник Центрального економіко-математичного інституту АН СРСР.
- 1986—1990 — молодший науковий співробітник, науковий співробітник, старший науковий співробітник Інституту економіки та прогнозування науково-технічного прогресу АН СРСР.
- 1990—2006 — старший науковий співробітник, завідувач лабораторії Інституту народногосподарського прогнозування РАН.
- 2006—2008 — заступник Міністра економічного розвитку і торгівлі Російської Федерації.
- 2008 — призначений заступником Міністра економічного розвитку Російської Федерації.
- 2008—2012 — директор Департаменту економіки і фінансів Уряду Російської Федерації.
- 2012—2013 — міністр економічного розвитку Російської Федерації.
- 2013—2020 — помічник Президента Російської Федерації.
- 2020—2024— перший заступник голови уряду Російської Федерації.
- 2024 — міністр оборони Російської федерації[6].

## Американські гранти
Білоусов отримував особисті гранти від Агентства США з міжнародного розвитку (USAID). Ті, хто одержує такі гранти, у 2020-х роках визнаються іноземними агентами і не мають права обіймати посади в органах публічної влади. Андрій зазначений грантоодержувачем у звіті USAID за 2001, а 2004 року він на американські гроші публікував звіт: «Розвиток російської економіки в середньостроковій перспективі: аналіз загроз», роблячи аналіз стану оборони РФ. У 2005 року Білоусова призначили директором створеного за власний кошт США проєкту «Умови реалізації конкурентних переваг російської економіки (макроструктурний підхід)».

## Сім'я
Батько — Бєлоусов Рем Олександрович (1926—2008), економіст, доктор економічних наук, історик економіки. Згідно з публікаціями РБК і Радіо «Свобода», він був творцем радянської наукової школи в галузі ціноутворення та управління і входив до числа учасників підготовки радянської економічної реформи 1965 року («косигінської» реформи), а пізніше займався вивченням економічної історії СРСР.
Мати — Аліса Павлівна Білоусова (Травникова) (1934—2015), хімік, кандидат хімічних наук. Спеціалізувалася в радіохімії та займалася вивченням хімії рідкісних елементів.
Двічі одружений. Дружина в другому шлюбі — Лариса Володимирівна Бєлоусова (Авдєєва), 1961 р. н., управляє компанією «Слов'янський дім».
Від першого шлюбу є син Павло (нар. 1994), у 2011 році він вступив до МДТУ імені Баумана. З серпня 2024 року проти Павла та його дружини Євгенії запроваджено санкції США.
Молодший брат Дмитро — провідний експерт Центру макроекономічного аналізу та короткострокового прогнозування (ЦМАКП).